# Moe Berg
Morris (Moe) Berg (New York, 2 maart 1902 – Belleville, 29 mei 1972) was een Amerikaans honkballer en honkbalcoach in de Major League. Berg had een lange sportloopbaan waarin hij vijftien seizoenen voor vijf verschillende clubs uitkwam als catcher. Tijdens zijn honkballoopbaan studeerde hij af en werkte hij ook korte tijd als advocaat en jurist. In de Tweede Wereldoorlog trad hij in dienst bij de Amerikaanse geheime dienst, de Office of Strategic Services. Voor hen deed hij onderzoek en vervulde hij diverse missies in Europa.

## Jeugd en opleiding
Berg werd geboren in Manhattan in New York. Zijn beide ouders, Bernhard Berg en Rose Tasjker, waren Russisch-Joodse immigranten. Zijn vader was eerst overgekomen vanuit Oekraïne en ging werken in een wasserette. Na twee jaar had hij genoeg gespaard om zijn verloofde te laten overkomen. Ze begonnen een eigen wasserette. Naast zijn werk volgde Bergs vader een avondstudie farmacie aan het Columbia College of Pharmacy. Het echtpaar kreeg drie kinderen, Samuel, Ethel en Moe. Bergs vader had toen een eigen zaak als apotheker in Newark. Als kind speelde Berg voor het eerst honkbal in het team van de Roseville Episcopal Church. Het gezin was inmiddels naar Roseville verhuisd. Omdat hij Joods was, nam hij een andere naam aan op de line-up: Runt Wolfe. Berg behaalde zijn high schooldiploma aan de Barringer High School en was daar derde honkman in het schoolhonkbalteam. Door zijn goede leerprestaties behaalde hij vroegtijdig zijn diploma en ging hij reeds op zijn zestiende studeren aan de New York University. Na een jaar vervolgde hij zijn studies aan de Princeton University, waar hij klassieke talen, Frans, Spaans en Italiaans studeerde. Ook volgde hij vakken Duits en Sanskriet. Op Princeton werd hij geselecteerd voor het universiteitshonkbalteam. Hiervoor kwam hij drie seizoenen uit als korte stop. Het derde jaar was hij tevens de aanvoerder van het team. In 1923 studeerde hij af.

## Honkballoopbaan

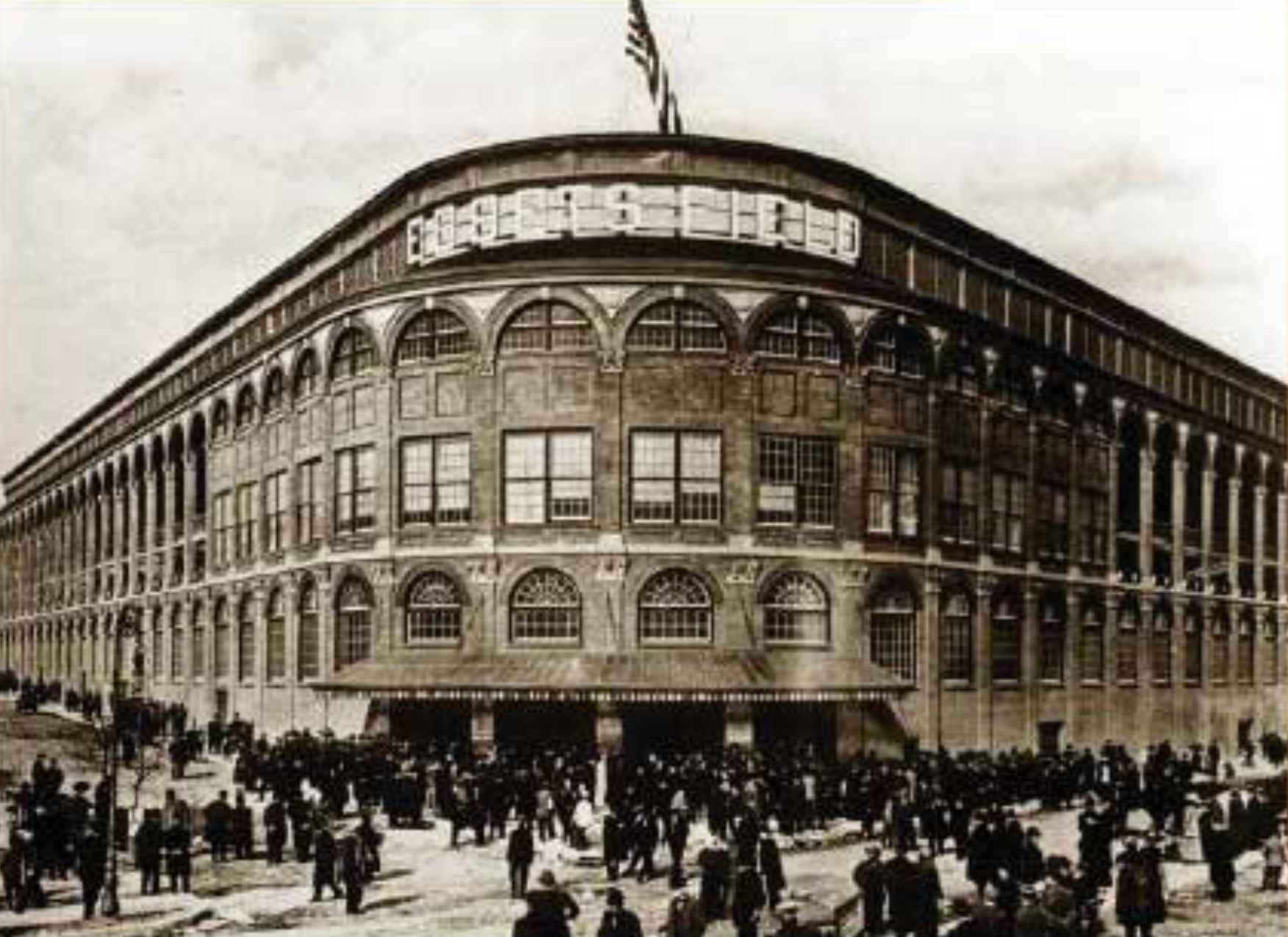
Ebbets Field, stadion Brooklyn Dodgers

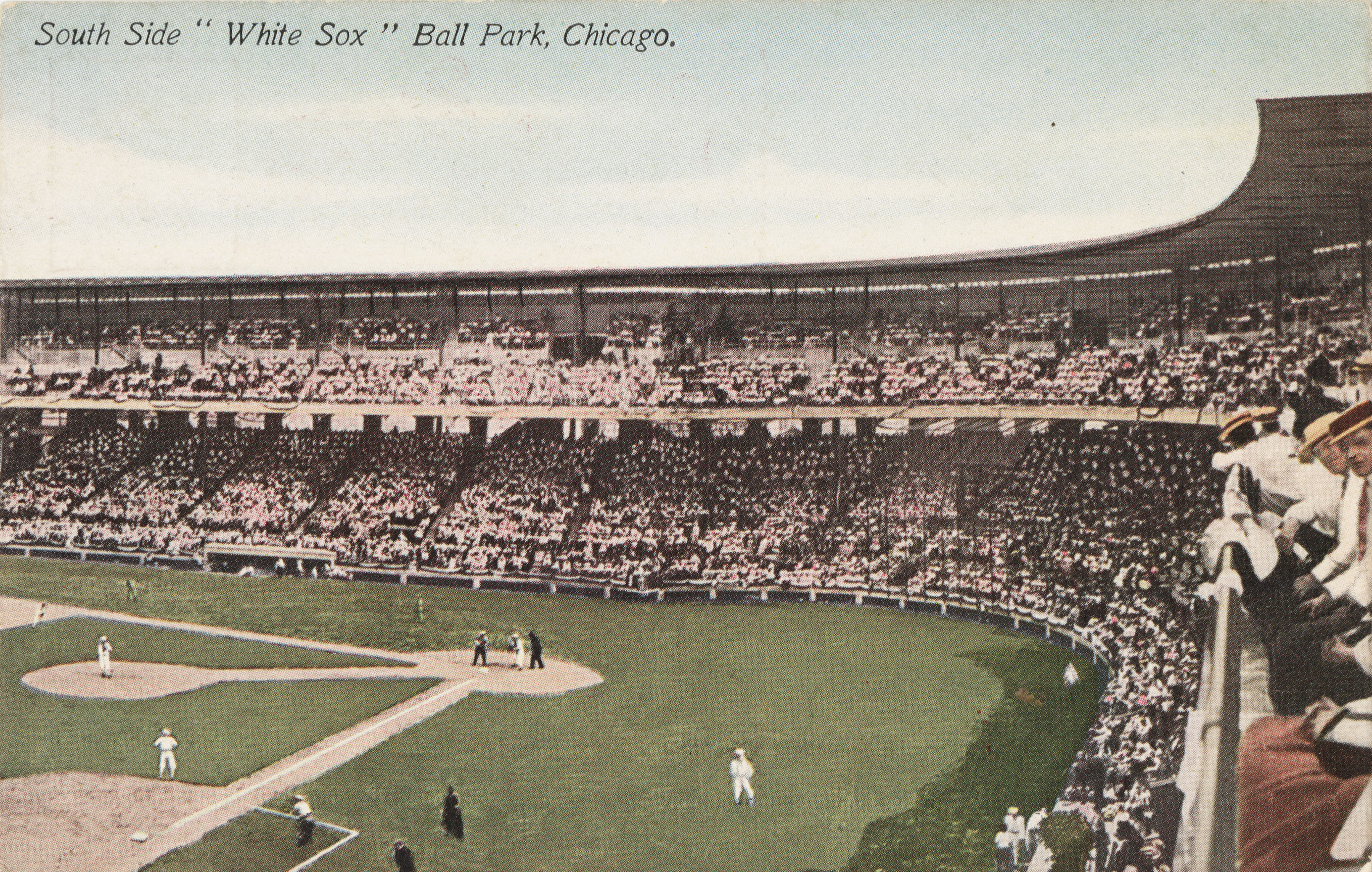
Comiskey Park, stadion Chicago White Sox

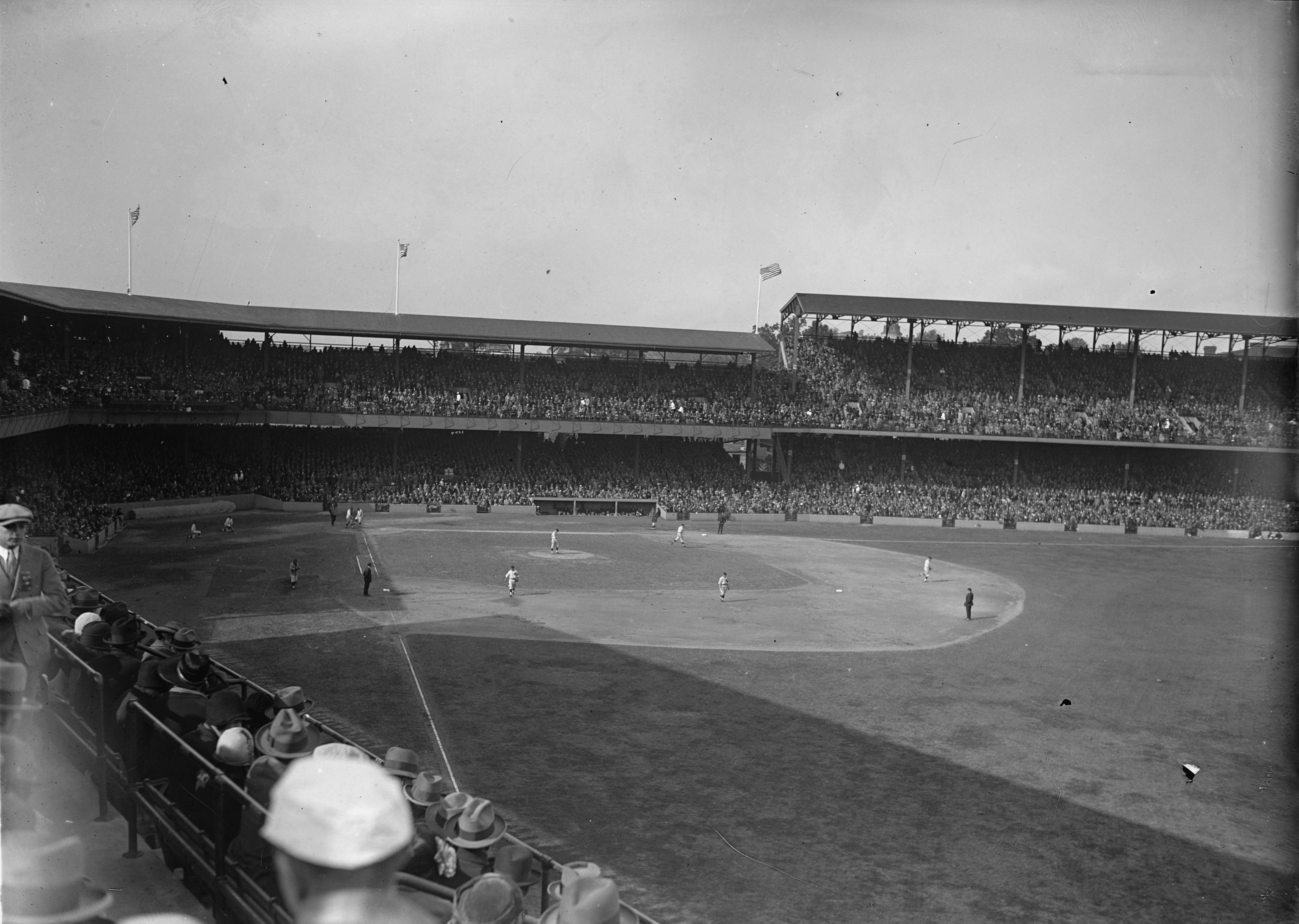
Griffith Stadium, stadion Washington Senators

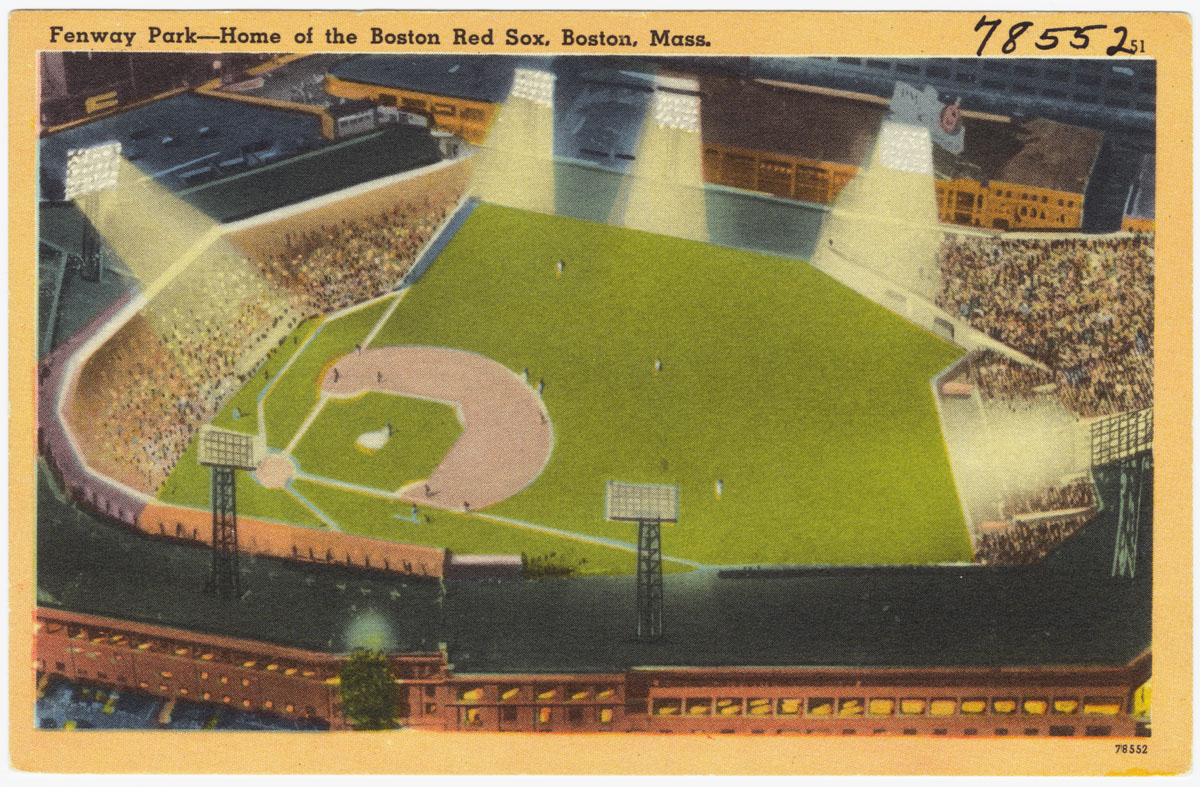
Fenway Park, stadion Boston Red Sox

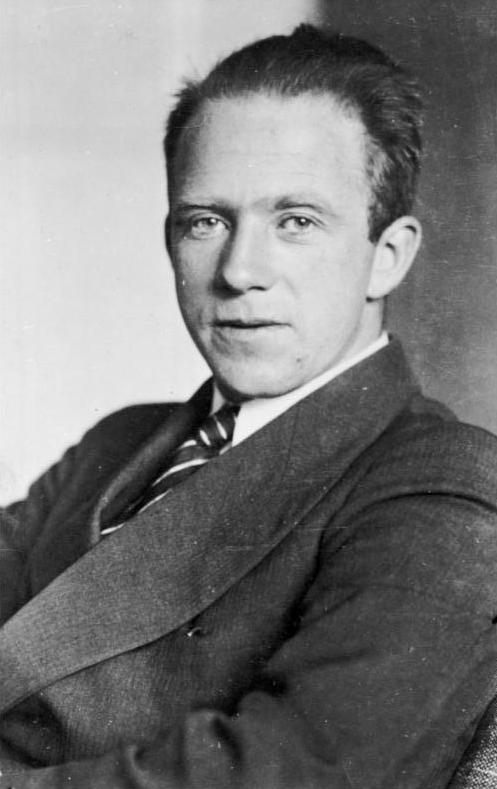
Werner Heisenberg

Vlak na zijn afstuderen tekende Berg een profcontract bij de Brooklyn Dodgers, die toentertijd uitkwamen in de National League. Hij wilde echter ook verder studeren en, naar de wens van zijn ouders, jurist en advocaat worden. Hij schreef zich in bij de Columbia Law School en studeerde daar in 1930 af als jurist en advocaat. In 1923 was hij begonnen als korte stop bij de Dodgers, die speelden in het Ebbets Field Stadion, maar door zijn slechte resultaten als slagman werd hij na een jaar ontslagen. In 1924 kwam hij op een lager niveau, de American Association, uit als derde honkman en korte stop voor aangesloten clubs in Minneapolis en Toledo en werkte hij aan zijn slagkracht. Een jaar later speelde hij voor Reading in de International League en was zijn slaggemiddelde weer opgelopen naar .311, waardoor hij een terugkeer in de Major League kreeg aangeboden door de Chicago White Sox. In hun stadion, Comiskey Park, zou hij uiteindelijk in 1927 gaan catchen.
Toen in een wedstrijd beide catchers geblesseerd bleken en de reservecatcher een ernstige handblessure opliep, vroeg de coach aan de dug out of een van de spelers kon invallen. Berg nam de handschoen op en bleek een goede catcher te zijn, vooral omdat hij een sterke werparm bezat waarmee hij stelende honklopers makkelijk uit kon gooien. Sinds dat moment bleef hij catchen en speelde vele jaren op het hoogste niveau honkbal voor de White Sox, de Cleveland Indians, de Washington Senators en de Boston Red Sox tot 1939 toen hij afscheid nam als actieve speler. Zijn sterke defensieve vaardigheden als catcher, zijn intelligentie om de juiste ballen te vragen aan zijn pitchers en zijn kennis van de slagmannen van de tegenstanders compenseerden zijn matige slagprestaties. Dit zou hem uiteindelijk een lange loopbaan als honkballer opleveren. In 1940 en 1941 was Berg nog werkzaam als coach voor de Boston Red Sox. In dat laatste jaar publiceerde hij in het tijdschrift "The Atlantic Monthly" het essay "Pitchers and Catchers". Het uitgebreide artikel wordt door veel honkbalkenners nog steeds beschouwd als een van de beste stukken die geschreven zijn over de strategie van het honkbal en de rol die een goede samenwerking tussen pitcher en catcher daarin speelt.

## Werkzaamheden in de oorlog
In 1934 bezocht Berg Japan met een team van Amerikaanse honkballers uit de Major League, in het kader van een uitwisselingsprogramma van de Japanse en Amerikaanse regering. Hij was gevraagd voor het American League all-star team, waarvan onder meer ook Babe Ruth en Lou Gehrig deel uitmaakten. Ze speelden een aantal wedstrijden tegen Japanse teams en Berg werd een idool onder de fans, vooral omdat hij Japans sprak en veel wist over hun cultuur. Wat de Japanners echter niet wisten was dat hij vanaf het dak van een ziekenhuis ook foto's en filmopnames maakte van Tokio, waaronder opnames van scheepswerven, industriële complexen en militaire installaties. Die filmopnamen zouden later, tijdens de Tweede Wereldoorlog, door het Amerikaanse leger worden gebruikt om de beste plekken voor bombardementen te helpen bepalen.
In 1943 kwam Berg in dienst van de voorloper van de CIA, de Amerikaanse geheime dienst Office of Strategic Services (OSS), wegens zijn enorme talenkennis en kennis van Japan. Daarvoor was hij, in dienst van de Amerikaanse regering, op werkbezoek gestuurd naar in Zuid-Amerika. Officieel was zijn opdracht om sport- en cultuurbanden aan te halen, maar achter de schermen probeerde hij om de landen die hij bezocht tot samenwerking met de Verenigde Staten tegen Japan en Duitsland te bewegen.
In 1943 werd hij officieel in dienst genomen bij de OSS en aangesteld door de toenmalige directeur William ‘Wild Bill’ Donovan. Donovan’s aanpak was simpel: hij rekruteerde eerst diverse mensen uit onder meer de wetenschap, de bankwereld en de sport in wie hij veel zag en besloot pas daarna hoe zij eventueel ingezet konden worden. Berg was in goed gezelschap, want ook de filmregisseur John Ford en de bekende poolonderzoeker Vilhjamur Stevensson behoorden tot de rekruten.
Na een tijdlang onderzoekswerkzaamheden in het OSS-kantoor te hebben verricht, werd Berg uiteindelijk in 1943 op missie gestuurd en met een parachute in Joegoslavië gedropt om te bekijken hoe de machtsverhoudingen daar lagen. Het verzet kwam vanuit twee kampen, dat van de officiële regering onder leiding van koning Petar en dat van de communistische partizanen onder leiding van Josip Broz Tito. Nadat hij mensen uit beide kampen had gesproken, kwam hij tot de conclusie dat Tito de beste troepen had én de steun van de bevolking en adviseerde hij de Amerikaanse regering hem te steunen. Dit leidde ertoe dat de Amerikanen Tito gingen voorzien van wapens en ammunitie in de oorlog tegen de Duitsers. Dit zou uiteindelijk leiden tot een ommekeer in de oorlog daar, en zou de machtsverhoudingen na de oorlog ingrijpend beïnvloeden.
Een half jaar later werd Berg weer naar Europa uitgezonden. Hij had een vervalst paspoort waarmee hij in Zwitserland kon doorgaan voor een Duits zakenman. Zijn opdracht was om uit te vinden hoe dicht de atoomgeleerde Werner Heisenberg bij het maken van een atoomwapen was. Zich voordoend als een student uit Duitsland volgde hij op 18 december 1944 een gastcollege dat Heisenberg aan de Universiteit Zürich gaf en sprak hij met Heisenberg en met wetenschappers rondom hem. Omdat hij met hen in het Duits kon converseren viel hij niet door de mand. Berg had een vuurwapen meegekregen om Heisenberg dood te schieten indien deze inderdaad bezig was met het vervaardigen van een atoombom, en een cyanidecapsule om indien nodig zelfmoord te kunnen plegen. Hij kwam echter tot de bevinding dat de Duitsers nog lang geen bom konden maken en besloot dan ook niet over te gaan tot liquidatie. Heisenberg had tijdens een diner na een van de lezingen verteld dat Duitsland met het ontwikkelen van een kernwapen vér achter lag op de Amerikanen, en dat de proeven enkel tot doel hadden om te begrijpen hoe nucleaire energie was op te wekken en te kanaliseren. Berg stuurde hierna een telegram aan het hoofdkwartier van de OSS te Washington en een van de generaals gaf het nieuws door aan de president. Die zei: "Laten we hopen dat Heisenberg gelijk heeft en doe de catcher de groeten van me."

## Na de oorlog

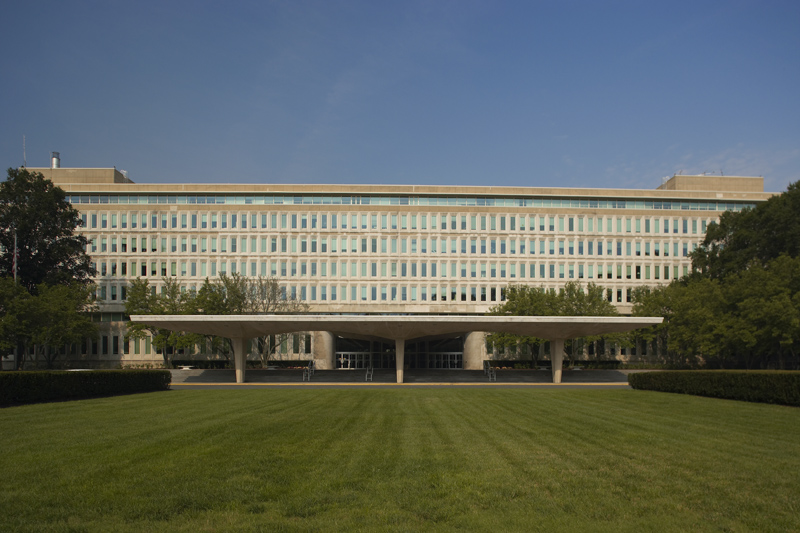
CIA Headquarters. In het museum in het gebouw hangt het ingelijste honkbalplaatje waarop Berg staat afgebeeld

In 1946 werd Berg benaderd door zowel de Chicago White Sox als de Boston Red Sox om daar coach te worden, maar hij sloeg beide aanbiedingen af. Wel bleef hij werken voor de CIA. In 1952 werd hij naar Europa gezonden om via zijn oude contacten uit de oorlog informatie te achterhalen over de progressie van de Russen bij het ontwikkelen van de atoombom. Hij bleef in dienst van de CIA tot 1954, toen de CIA zijn vaste arbeidsovereenkomst voor bepaalde tijd niet verlengde omdat de resultaten die hij behaalde niet aan de verwachtingen voldeden.
In de twintig jaar erna had Berg geen vaste werkzaamheden. Hij knapte wat losse klussen voor de CIA op en leefde van de generositeit van zijn vrienden, bij wie hij vaak logeerde en die hij met zijn charme en kleurrijke verhalen uit zijn tijd als honkballer en geheim agent wist te vermaken. Zeventien jaar lang woonde hij in bij zijn broer, totdat deze daar uiteindelijk genoeg van had. Berg woonde de laatste jaren van zijn leven in bij zijn zuster.

## Overlijden en nalatenschap

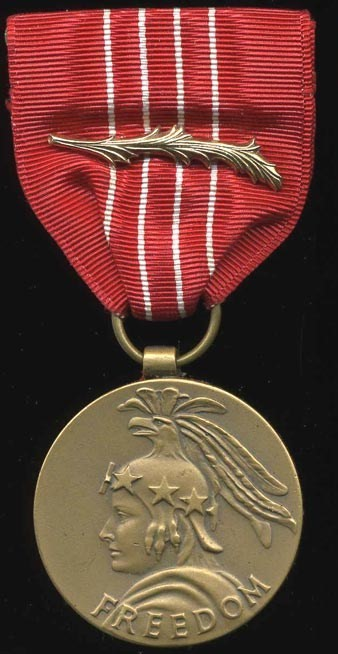
Medal of Freedom

Beg overleed op 29 mei 1972 op zeventigjarige leeftijd in het ziekenhuis in Belleville in New Jersey. Hij was thuis van de trap gevallen en opgenomen in het ziekenhuis, waar hij uiteindelijk bezweek aan zijn inwendige verwondingen. Een van de verpleegkundigen herinnerde zich zijn laatste woorden op zijn sterfbed: "Hoe hebben de Mets het vandaag gedaan?" Na de crematie werden de asresten volgens zijn wens verstrooid over de Mount Scopus in Israël.
Vlak na de oorlog, op 10 oktober 1945, werd Berg de Medal of Freedom aangeboden maar hij weigerde deze te ontvangen. Pas na zijn dood in 1972 accepteerde zijn zuster de onderscheiding namens hem. In 1996 werd Berg opgenomen in de National Jewish Sports Hall of Fame.
In 1994 kwam een gelauwerde, zeer uitgebreide biografie over zijn leven uit onder de titel The Catcher Was a Spy: The Mysterious Life of Moe Berg, geschreven door Nicholas Dawidoff.
In 2012 droeg Dr. William Sear, een verzamelaar van honkbalmemorabilia, zijn collectie die hij verkregen had uit de nalatenschap van Berg en die bestond uit een groot deel van diens persoonlijke correspondentie, foto's en teksten tussen 1943 en 1958 over aan de Princeton University die bezig is deze toegankelijk te maken voor nader onderzoek.
In januari 2018 ging de speelfilm The Catcher Was a Spy geregisseerd door Ben Lewin in premiere, gebaseerd op de biografie The Catcher Was a Spy: The Mysterious Life of Moe Berg.
In juni 2019 kwam "The Spy Behind Home Plate" uit, een documentaire over het leven van Berg, geregisseerd door Aviva Kempner.
- Gemeinsame Normdatei: 119402831
- International Standard Name Identifier: 0000 0000 6674 7431
- Library of Congress Control Number: nr93001965
- Bibliotheek van het Japanse parlement: 00620355
- Nationale Bibliotheek van Israël: 987007258520705171
- Nederlandse Thesaurus van Auteursnamen: 312798873
- SNAC: w6280nhs
- Virtual International Authority File: 5740511
- WorldCat: E39PBJhH3BTWmjG7bb3BgRy8G3